# Keep on traveling
『Keep on traveling』（キープ・オン・トラヴェリング）は、真心ブラザーズの13枚目のオリジナルアルバム。2012年4月25日にKi/oonから発売された。

## 解説
前作から2年7か月ぶり（オリジナルアルバムとしては、3年5か月ぶり）に発売された。真心ブラザーズのオリジナルアルバムの中では、最も収録曲が多い。
初回生産限定盤のみスリーブケース仕様となっている。
ジャケットのイラストは漫画家である小山宙哉によって描かれたものである。
初回限定盤には、「真心道中歌栗毛2011」のツアードキュメントが収録されたDVD付き。

## 収録曲
1. 胸を張れ
作詞・作曲：桜井秀俊、編曲：CHOKKAKU
本作のリード曲であり、PVも制作された。
2. アメンボ
作詞・作曲：YO-KING、編曲：真心ブラザーズ
OKAMOTO'Sのオカモトレイジとハマ・オカモトが参加している。
3. 朝が来た!
作詞・作曲：Bob Marley、日本語詞：佐藤雅彦、編曲：真心ブラザーズ
本作唯一の先行シングル（配信限定）である。原曲はボブ・マーリーの「Soul Captive」。
東京スカパラダイスオーケストラの茂木欣一と川上つよしと沖祐市が参加している。
NHK Eテレ『Eテレ0655』おはようソング
4. サニー
作詞・作曲・編曲：桜井秀俊
5. タイムマシン
作詞・作曲・編曲：桜井秀俊
6. 生きる
作詞・作曲・編曲：桜井秀俊
ゲストボーカルとして松たか子が参加している。
7. 話
作詞・作曲：YO-KING、編曲：真心ブラザーズ
8. のりこえるの歌
作詞：佐藤雅彦・うちのますみ、作曲：YO-KING、編曲：真心ブラザーズ
NHK Eテレ『Eテレ0655』おはようソング、『Eテレ2355』おやすみソング
9. 青木橋に陽は落ちて
作詞・作曲：桜井秀俊、編曲：真心ブラザーズ
10. イナズマに乗って
作詞・作曲：YO-KING、編曲：真心ブラザーズ
11. コーヒー
作詞・作曲：YO-KING、編曲：真心ブラザーズ
12. 炎の後半戦
作詞：MC.Saku・MC.Ichiro・MC.Koushi、作曲・編曲：桜井秀俊
13. カモン! カナガワン
作詞・作曲・編曲：桜井秀俊
tvk開局40周年記念 "ジモトLOVE" ソング
14. キスっていいよね
作詞・作曲：桜井秀俊、編曲：真心ブラザーズ
15. OFF
作詞・作曲・編曲：桜井秀俊
16. 君にだけ
作詞・作曲：YO-KING、編曲：真心ブラザーズ
17. 夜空
作詞・作曲・編曲：桜井秀俊
18. Keep on smiling
作詞・作曲：YO-KING、編曲：桜井秀俊
19. ぼくのギター
作詞・作曲：YO-KING、編曲：真心ブラザーズ